# Pericyma viridifusca
Pericyma viridifusca là một loài bướm đêm trong họ Erebidae.